# Салайета, Марсело
Марсело Данубио Салайета (исп. Marcelo Danubio Zalayeta; 5 декабря 1978, Монтевидео) — уругвайский футболист, нападающий. Известен по выступлениям за «Пеньяроль», итальянский «Ювентус» и сборную Уругвая.

## Карьера

### Клубная
Марсело Салайета начал свою футбольную карьеру в клубе «Данубио» в 1996 году. В своём дебютном сезоне в чемпионате Уругвая 18-летний Салайета забил 12 мячей в 32 матчах. Показав отличный результат Марсело в 1997 году перебрался в «Пеньяроль». В «Пеньяроле» молодой нападающий также себя отлично проявил, забив 13 мячей в 32 матчах, а также завоевав чемпионский титул и выиграв Лигилью. Ещё в 1997 году Салайетой заинтересовались селекционеры итальянского «Ювентуса». В январе 1998 года Марсело подписал контракт с «Ювентусом». Став игроком туринского клуба Марсело редко попадал в основной состав, в чемпионате Италии сезона 1997/98 Салайета сыграл всего пять матчей и забил один гол, Марсело также провёл два матча в кубке Италии. Несмотря на малое количество сыгранных матчей, Марсело стал чемпионом Италии сезона 1997/98.
В октябре 1998 года Марсело был отдан в аренду в клуб «Эмполи». За «Эмполи» в чемпионате Италии сезона 1998/99 Салайета провёл 17 матчей матче и отметился двумя забитыми мячами. После окончания аренды в июне 1999 года, Марсело вновь был отдан в аренду, на этот раз испанской «Севильи». За два сезона, выступая сначала в первой лиге Испании, а затем и во второй, Салайета сыграл за «Севилью» 50 матчей и забил 10 мячей. Вернувшись из аренды в «Ювентус», Марсело изредка выходил в основном составе, сыграв за три сезона в чемпионате 35 матчей и забив 4 мяча. В январе 2004 года Марсело на правах аренды перешёл в «Перуджу», но и там Салайета не получал игрового времени, сыграв всего пять матчей.
В 2007 году перешёл в «Наполи», за который отыграл два сезона, после чего летом 2009 года был отдан в аренду «Болонье».
25 августа 2010 года игрок подписал 2-летний контракт с турецким клубом «Кайсериспор». 25 марта 2011 года нападающий расторг контракт с «Кайсериспором» по взаимному согласию.
7 мая 2011 года футболист достиг устной договорённости о возвращении в «Пеньяроль». 6 июля 2011 года Салайета подписал контракт с «Пеньяролем» сроком до 30 июня 2012 года.
В ноябре 2015 года Марсело объявил о завершении карьеры футболиста.

### Международная
Дебютировав в сборной Уругвая в 1997 году, он провёл за неё 47 матчей, забил 10 голов. Салайета дважды участвовал в Кубке Америки. В 2005 году во время ответного стыкового матча против Австралии за выход на чемпионат мира 2006 года в серии пенальти Салайета не реализовал свой удар, и именно это стоило уругвайцам поездки на чемпионат мира в Германию.

## Достижения

### Командные
Пеньяроль
- Чемпион Уругвая (2): 1997, 2012/13

Ювентус
- Чемпион Италии (3): 1997/98, 2001/02, 2002/03, 2004/05 (аннулирован), 2005/06 (аннулирован)
- Обладатель Суперкубка Италии (2): 2002, 2003
- Победитель Серии B: 2006/07

Сборная Уругвая
- Серебряный призёр молодёжного чемпионата мира: 1997
- Серебряный призёр Кубка Америки: 1999

### Личные
- Футболист года в Уругвае: 2013